# François Francœur
François Francœur (Parijs, 21 september 1698 - aldaar, 5 augustus 1787) was een Franse componist, violist en uitvoerend musicus.

## Biografie
Lecoeur werd geboren in een familie van muzikanten en was vanaf zijn twaalfde violist in het orkest van de Royal Academy of Music, als een topviolist. Hij was een broer van de eveneens musicerende Louis Francœur, hij voedde zijn neef Louis Joseph Francœur op na de dood van zijn broer in 1745.
François Lecoeur was een tijdgenoot van Jean-Philippe Rameau. Hij componeerde vele symfonieën, kamermuziek en opera's, waarvan de meeste vanaf 1726 in samenwerking met François Rebel, gedurende 45 jaar. In 1727 werd hij benoemd tot compositeur de la Chambre du roi (componist van de Kamer van de Koning) waarna hij werd toegelaten tot de militaire orden van Onze-Lieve-Vrouw van de Berg Karmel en Sint Lazarus van Jeruzalem, orden die zelden muzikanten toelaten. In 1730 verving hij Jean-Baptiste Senaillé en sloot hij zich aan bij de gelederen van de Les Vingt-Quatre Violons du Roi (De Vierentwintig Violen van de Koning), een gezelschap verbonden aan het koninklijk hof, waar hij zich bij zijn vader en zijn broer voegde.
In februari 1739 werd hij muziekmeester bij de Opéra national de Paris, en vervolgens in augustus 1743 plaatsvervangend inspecteur-generaal. Op 27 februari 1744 werd hij superintendant van muziek voor de Kamer, ter vervanging van François Colin de Blamont. In april 1757 verkreeg hij de directie van de Opéra van Parijs, die hij samen met Rebel leidde, waarbij hij een aantal moeilijkheden moest overwinnen: geldtekort, gebrek aan discipline van het gezelschap, Buffonistenstrijd (over de invloed van de Italiaanse versus de Franse opera), wat allemaal culmineerde in de vernietiging van het operagebouw door een brand op 6 april 1763.
In mei 1764 werd Francœur door Lodewijk XV in de adelstand verheven als erkenning voor zijn trouwe diensten. Hij behield zijn positie als superintendant van de muziek voor de Kamer tot aan zijn pensioen in 1776. Antoine Dauvergne, zijn opvolger, beschreef hem in zijn Verklaring van de mensen die het Operacomité vormen (1770) als: "Een eerlijk man, vol intelligentie, ijver en activiteit."
De violist Fritz Kreisler (1875-1962) componeerde een beroemde sicilienne en rigaudon "in de stijl van François Francœur".

## Belangrijkste werken
- Premier Livre de sonates à violon seul et basse continue (1720)
- Deuxième Livre de sonates à violon seul et basse continue (1730)
- Pavane, Pastourelle, Allemande-Sarabande et Rondeau, Aria (17..)
- Pyrame et Thisbé, tragédie lyrique, op een libretto van Jean-Louis-Ignace de la Serre (avec François Rebel) voor het eerst opgevoerd op 17 oktober 1726
- Tarsis et Zélie, tragédie lyrique en 5 actes, op een libretto van Jean-Louis-Ignace de la Serre (met François Rebel) voor het eerst opgevoerd 19 oktober 1728
- Pastorale héroique de la fête des ambassadeurs plénipotentiaires d'Espagne à l'occasion de la naissance de Monseigneur le Dauphin, opéra-ballet in 1 akte (met François Rebel) voor het eerst opgevoerd 24 januari 1730
- Scanderberg, tragédie lyrique, libretto van Antoine-Houdar de La Motte en Jean-Louis Ignace de la Serre (met François Rebel) voor het eerst opgevoerd  27 oktober 1735
- Le Ballet de la paix, libretto van Pierre-Charles Roy (met François Rebel) voor het eerst opgevoerd 29 mei 1738 (33 opvoeringen).
- Les Augustales, divertissement, libretto van Pierre-Charles Roy (met François Rebel) voor het eerst opgevoerd 16 november 1744
- Zélindor, roi des Silphes, divertissement op een libretto van François-Augustin Paradis de Moncrif (met François Rebel) voor het eerst opgevoerd 10 augustus 1745
- Le Trophée, divertissement bij gelegenheid van de overwinning bij Fontenoy (met François Rebel) opgevoerd op dinsdag 10 augustus 1745
- Le retour du Roi , idylle, libretto van Pierre-Charles Roy (met François Rebel) voor het eerst opegevoerd 8 september 1745
- La Félicité, ballet héroïque, op een libretto van Pierre-Charles Roy (met François Rebel) voor het eerst opgvoerd op 17 maart 1746
- Ismène, pastorale héroique, op een libretto van François-Augustin Paradis de Moncrif (met François Rebel), opgevoerd 10 oktober 1747
- Le Prince de Noisy, ballet héroïque in 3 aktes, (met François Rebel), libretto van Charles-Antoine Leclerc de La Bruère, voor het eerst opgevoerd in Versailles, Théâtre des petits appartements, 13 maart 1749
- Laudate pueri Dominum, motet voor solisten, koor en orkest (1750)
- Les Génies tutélaires, divertissement gecomponeerd ter gelegenheid van de geboorte van Mgr le Duc de Bourgogne (met François Rebel), voor het eerst opgevoerd 21 september 1751
- La Tour enchantée, bal figuré met liederen en dansen, libretto van Mme de Villeroi en Pierre Joliveau (met de musici Antoine Dauvergne, Jean-Philippe Rameau, François Rebel et François Francoeur), voor het eerst opgevoerd 20 juni 1770
- Symphonies pour le Festin Royal du Comte d'Artois (1773)

## Discografie
- 1981 : Sonate en Trio en Mi majeur Op. 2 n. 6 (violin, violoncelle; b.c.) – in ‘’Conversation Galante’’ - Musica Antiqua Köln - Reinhard Goebel - (Archiv 2534 006 1 LP Digital)
- 1993 : Symphonies pour le Festin royal du Comte d'Artois - La Simphonie du Marais - Hugo Reyne - (Fnac Music 592287)
- 2001 : 4 Sonates du premier et deuxième livre, par l'Ensemble Ausonia (Caliope, CAL 9888)
- 2002 : Simphonies pour le Festin Royal de Monseigneur le comte d'Artois - Ensemble Stradivaria onder leiding van Daniel Cuiller
- 2004 : Amans voulez-vous être heureux?, Aria’s uit Scanderberg, Tarsis & Zélie en Pirame & Thisbé - Sonates pour violon du deuxième livre - Isabelle Desrochers - Mira Glodeanu - Ensemble Ausonia - Frédérick Haas - (Alpha production - Alpha 076 )
- 2007 : Zélindor, Roi des Silphes, door het Ensemble Ausonia onder leiding van Frédérick Haas en Mira Glodeanu, Production CMBV[2]
- 2008 : Pirame & Thisbé - Thomas Dolié, Judith Van Wanroij, Jeffrey Thompson, Katia Velletaz, Jean Teitgen, Chœur de l'Académie Baroque, Philippe Le Corf, Ensemble Stradivaria, Daniel Cuiller - (Mirare MIR 058)
- 2022: Les Frères Francoeur, Théotime Langlois de Swarte, viool, Justin Taylor, clavecimbel - CD Alpha 2022 Diapason d’or